# The Jaguar Trap
The Jaguar Trap è un cortometraggio muto del 1915 diretto da Tom Santschi. Scritto da Emma Bell Clifton e prodotto dalla Selig Polyscope Company, aveva come interpreti Tom Bates, Marion Warner, Edith Johnson, Lafe McKee.

## Trama
Joe Grant, sposato con la bellissima Lengua, un'indigena sudafricana, è un ladro e un rinnegato. Ruba alla stazione commerciale di Lewis, un mercante sudamericano che vive lì con sua figlia Grace, e cerca di farsi aiutare dalla moglie, ma Lengua rifiuta, non volendo partecipare alle ruberie di Grant. Anzi, lo denuncia a Lewis. Quando quest'ultimo si reca nella giungla per portare alcune medicine agli indigeni, Grant - che lo ha seguito nella foresta -  gli spara. Gravemente ferito, Lewis scopre vicino a lui un giaguaro e, disperato, lega la sua cravatta al collo dell'animale. Il giaguaro fugge e viene trovato da Grace che riuscirà a salvare il padre. Nel frattempo, Grant finisce in una trappola per giaguari dove viene fatto a pezzi dall'animale prigioniero che vi si trova dentro.

## Produzione
Il film fu prodotto dalla Selig Polyscope Company. Fu uno dei numerosi film che il produttore William Nicholas Selig mise in cantiere per sfruttare il suo zoo di animali che usò sia per le proprie pellicole, sia dandoli in affitto ad altre case di produzione.

## Distribuzione
Distribuito dalla General Film Company, il film - un cortometraggio in una bobina - uscì nelle sale cinematografiche statunitensi il 24 maggio 1915.